# Leucochroma hololeuca
Leucochroma hololeuca is een vlinder uit de familie van de grasmotten (Crambidae), uit de onderfamilie van de Spilomelinae. De wetenschappelijke naam van deze soort is voor het eerst voorgesteld als Glyphodes hololeuca door George Francis Hampson in een publicatie uit 1912. De spanwijdte van het vrouwtje bedraagt 24 millimeter.
De soort komt voor op de Kaaimaneilanden.